# Leo Gehrig
Leo Gehrig (* 1946) ist ein Schweizer Psychologe und Autor.

## Werdegang
Leo Gehrig stammt aus einer kinderreichen Arbeiterfamilie. Von 1966 bis 1968 war er Lehrer einer Oberstufen-Sonderklasse in St. Gallen. Danach studierte er an der Universität Zürich Psychologie, Psychopathologie und Pädagogik. Es folgten Lizentiat 1974 und Promotion 1977.
Von 1975 bis 1998 war er leitender Psychologe am Psychiatrie-Zentrum Hard PZH, Embrach, heute Teil der Integrierten Psychiatrie Winterthur Zürich-Unterland IPW. Hier wirkte er unter anderem von 1995 bis 1998 am Aufbau und der Leitung einer Station für drogenabhängige Kinder und Jugendliche. Danach war er bis zur Pensionierung in einer eigenen Praxis und als Schulpsychologe an der Kantonsschule Rychenberg, Winterthur und der Kantonsschule Zürcher Unterland, Bülach tätig. Daneben übte er eine rege Vortragstätigkeit aus und war als Dozent in der Ausbildung von Lehrkräften, am Oberseminar und Primarlehrerseminar Zürich, heute Pädagogische Hochschule Zürich, Sozialpädagogen und an den Schulen für Ergo- und Physiotherapie Zürich, heute Zürcher Hochschule für angewandte Wissenschaften, tätig.
Er war Stiftungsrat der Stiftung Pro Mente Sana, Gründungspräsident der Schweizerischen Vereinigung Klinischer Psychologinnen und Psychologen SVKP/ASPC (1978–1983) und Vizepräsident einer Schulpflege Neftenbach (1978–1986). Von 1991 bis 1995 war er Mitglied des Kantonsrates Zürich, gewählt auf der SP-Liste im Wahlkreis Winterthur Land, wo er sich mit Vorstössen in den Bereichen Gesundheit und Bildung hervortat.

## Schriften
- Leo Gehrig: Verwahrloste Jugend – verwahrloste Gesellschaft: Krankheitssyndrom unserer Zeit. Fachverlag Zürich AG, Zürich 1983 / 1993, ISBN 3-85671-035-3.
- Leo Gehrig: Reden allein genügt nicht: Haltung und Verhalten in der Erziehung. Verlag Pro Juventute, Zürich 1992, ISBN 3-7152-0236-X bzw. Verlag Herder, Freiburg-Basel-Wien 1993, 4. Auflage.
- Leo Gehrig (Hrsg.): Baumzeichnungen – Zeichen des Menschen. Pro Mente Sana und Literarische Vereinigung Winterthur, Verlag Vogel, Winterthur 2001, ISBN 3-85961-058-9.
- Leo Gehrig: Kiffen – was Eltern wissen müssen. Verlag Pro Juventute, 2001 bzw. Verlag Orell Füssli, 2002, ISBN 3-7152-1027-3.